# 인디안 썸머 (2001년 영화)
인디안 썸머는 2001년 개봉한 대한민국의 영화이다. 제목은 인디언 서머에서 따왔으며, 감독과 각본은 노효정이 맡았고, 박신양과 이미연이 주연을 맡았다.

## 개요
2002년 싸이더스에서 제작하고 아이 픽쳐스가 제공한 법정 멜로 드라마 영화이다. 남편을 살해한 혐의로 1심 재판에서 사형을 선고받은 한 여인과, 여인의 국선 변호를 맡은 변호사의 안타까운 사랑을 그런 법정 드라마이다.

## 줄거리
남편 성종훈을 살해한 혐의로 1심 재판에서 사형을 선고 받은 피고인 이신영(이미연)은 마치 죽음을 기다린 모습이 보이며, 자신을 위한 모든 변호를 거부한다. 이런 그녀의 국선 변호를 맡게 된 변호사 서준하(박신양)는 그녀가 변호를 거부하는 바람에 그녀의 얼굴도 보지 못하고 항소심 재판에 참석하게 된다. 항소심 재판에서 신영을 본 준하는 그녀의 차가운 눈빛을 보게 되고, 출세를 위한 국외 연수마저 포기 한 채 그녀의 재판에 매달려 무죄를 입증하기 위해 애를 쓴다. 준하는 그녀와 흔적을 찾기 위해서 노력한다. 그러나 결국 항소심에서 신영은 무죄판결을 받고, 그녀는 그렇게 교도소를 나오게 된다. 얼마 후 우연히 재회한 두 사람은 함께 여행을 떠나 서로의 감정을 확인한다. 그러나 두 사람이 서울로 돌아왔을 때 신영의 항소심이 기다리고 있을 뿐이다. 준하는 위조 여권을 만들어 신영을 구하려 하지만, 신영은 모든 것을 포기한 채 준하를 자신의 변호인에서 그만두고, 변호인 교체 후 스스로 사형선고를 받았다. 신영은 최종법정에서 준하를 향해 보일 듯 말 듯한 미소를 지으며 마지막 인사를 한다.

## 제작영화사
- 제작사 : 싸이더스
- 투자사 : 아이픽쳐스(주), 무한기술투자
- 배급사 : 시네마 서비스

## 출연진

### 주인공
- 서준하 : 박신양
- 이신영 : 이미연

### 주변 인물
- 사무장 : 장용
- 박 검사 : 한명구
- 황병호 : 최정우
- 성종훈 : 손병호

### 그 외 인물
- 판사 1 : 전아
- 판사 2 : 유태균
- 폭주족 : 최상학
- 신영 이모 : 한상미
- 김 변호사 : 박정환
- 최 변호사 : 김용희
- 최일만 : 이승호
- 산부인과 의사 : 차유경
- 신경외과 의사 : 한기중
- 정신과 의사 : 이종국
- 약사 : 최수미
- 신영빌라 경비 : 김효성
- 열쇠 수리공 : 김병춘
- 배달 소년 : 임성준
- 황규식 : 서문경
- 허 변호사 : 허선행
- 이 변호사 : 이지영
- 파기 환송심 변호사 : 허기호
- 검사 시보 : 이용구
- 타이핑 형사 : 맹봉학
- 여권 남 1 : 최홍일
- 여권 남 2 : 김윤환
- 여권 남 3 : 허명행
- 대법원 판사 1 : 원근희
- 대법원 판사 2 : 강우식
- 접견 신청실 직원 : 정범길
- 여교도관 1 : 최연희
- 추격 형사 1 : 정종현
- 추격 형사 2 : 최은석
- 폭주 친구 : 윤박지
- 법정 변호사 : 이종래
- 한국종합예술학교 영상원 학생들
- 중경고등학교 학생들
- 충북 청산고등학교 학생들

## 제작진
| - 감독 : 노효정 - 조감독 : 김명화, 한승림, 정종훈 - 스크립터 : 김나성 - 각본 : 노효정, 김지혜 - 시나리오 : 임상수 - 촬영 : 김윤수 - 촬영팀 : 최영진, 김기태, 이정인, 윤성욱, 윤제연, 지길웅, 김동천, 권미영 - 조명 : 김동호 - 조명팀 : 김성관, 이성재, 황성현, 정대곤, 최석주, 강병세, 유연수, 황춘하, 최상묵, 홍승철, 김동현 - 스틸 : 한재연, 김민경 - 키그립 : 김용태 - 그립 : 김정현 - 제작 : 차승재 - 제작실장 : 이석원 - 제작부장 : 김상민 - 제작부 : 최선미, 박상욱 - 제작지원 : 서영관, 신혜연, 정금자, 정희진 - 제작투자 : 차승재, 최재원, 박도준 - 동시녹음 : 이승철, 이상준 - 사운드 슈퍼바이저 : 이승철 - 음향 : 박준모 - 음악 : 미하엘 슈타우다허 - 미술 : 이근아 - 미술/소품부 : 이인옥, 최기호, 김영대, 정한솔, 송혜진 - 세트관리 : 김보관, 윤일랑 - 특수효과 : 김철석 - 의상 : 류수진 - 의상팀 : 김교숙, 이현정 - 분장 : 이은아 - 분장팀 : 강진화, 최수인 - 마케팅 : 이현순 - 세트 : 오상만 - 편집 : 김상범 - 네가편집 : 이도원, 곽성숙 - 붐오퍼레이터 : 이상욱 - 붐어시스턴트 : 현민자 - 현상 : 헐리우드 필름 랩 - 색보정 : 이용기 - 텔레시네 : 와이드 비전 - 메이킹 : 권상중 - 스토리보드 : 정영호 - 세트관리 : 김보관, 윤일랑 | - 박신양 헤어 : 이지연 - 이미연 메이크업 : 정미선 - 사운드디자인 : 이성진 - 사운드에디터 : 박순원 - 폴리 레코딩 : 서재영 - 폴리 아티스트 : 김학준 - 레코딩 엔지니어 : 박상균 - 옵티컬 레코딩 : 박기영 - 돌비 컨설턴트 : 김재경 - 음악 슈퍼바이저 : 김재원 - 음악 프리파라션 : 조진옥, 박형준 - 음악 어시스턴트 : 플라비우 모탈라 - 음악 레코드 : 페러마운트 스튜디오, 헐리우드 스코어링 스테이지 M - 음악 레코드 앤 믹스 : 로버트 페르난데스 - 음악 콘트랙터 : 존 로젠버그, OD 레코드 - 사운드 포스트 프로덕션 스튜디오 : 웨이브랩, 영화진흥위원회 SSL 스테이지 - 예고편 : 채은석, 픽셀 프로덕션 - 홈페이지 : 심디자인 - 타이틀 CG : 모션 팩토리 - 무술지도 : 서울액션스쿨 - 특수영상장비 : 영상시대 - 슈퍼크레인 : 김학수, 김유형 - 지미집 : 박일수 - 카메라 대여 : 원정주 - 촬영장비 대여 : 신영필름 - 서울종합촬영소 : 한화성, 조성민 - 운송 : 한충환, 정광제 - 촬영렉카 : 우금호 - 자막 : 주광동 - 옵티컬 : 서광렬 - 필름담당 (태창MP필름) : 홍성곤 - 박신양 매니저 : 김상영, 이한림 - 이미연 매니저 : 송대현 - 광고사진 : 윤형문, 나무디자인 - 마케팅진행 : 권정인, 심영순 - 회계 : 박수경, 김지희 - 법률 고문 : 강우식 변호사 - 회계 : 조광희 변호사, 김명식 변호사, 법무법인 화백 - 보조출연 : I.D 이상윤, MTM 김동주 - 캐스팅 협조 : 드림메이커 최우선, 김태한, 임지원, 제일채널 김상은, 원근희, 유형관, MTM 민양기 |